# Mannen som sålde månen
Mannen som sålde månen (engelska originalets titel: The Man Who Sold the Moon) är en kortroman av science fictionförfattaren Robert A. Heinlein, skriven 1949 och publicerad 1951. Den svenska översättningen utkom 1954.
Mannen som sålde månen ingår i Heinleins Framtida historia, den bakgrundshistoria som binder samman de flesta av Heinleins verk om en nära framtid, och passas in mellan Blowups Happen och Requiem. I Blowups Happen antas rymdfärder möjliggöras av kärnbränsle som produceras i en reaktor som kretsar kring Jorden. I Mannen som sålde månen har reaktorn förstörts och kärnreaktorraketen som rymdfärdsmedel har visat sig vara en återvändsgränd. Berättelsen följer händelserna kring en fiktiv första månlandning 1978.
Mannen som sålde månen kretsar kring huvudpersonen Delos D. Harrimans intrigerande för att uppnå drömmen om att komma till och ta kontrollen över månen. Harriman beskrivs som "den första av de nya rånarbaronerna" och karakteriseras av att han inte skyr några som helst medel för att uppfylla sina önskemål; "Jag," säger han till sin affärspartner, "skulle fuska, ljuga, stjäla, böna, muta – göra vad som helst för att uppnå vad vi har uppnått". Harrimans beslutsamhet bottnar i hans önskan att själv resa till månen, men ansvaret att driva sitt finansimperium gör drömmen ouppnåelig.

### Fotnoter
1. ↑  läs online, www.thehugoawards.org .[källa från Wikidata]
2. ↑  Heinlein, Robert A. (1954). Mannen som sålde månen. Science fiction. Stockholm: O. Eklund. Libris 1452760